# Bugyō
Bugyō (奉行), spesso tradotto come "commissario", era un titolo assegnato ad ufficiali governativi nel Giappone pre-moderno; altri termini andrebbero aggiunti al titolo per descrivere più specificatamente la giurisdizione e i compiti affidati al commissario. 
Nel periodo Heian  (794-1185), il titolo di bugyō veniva dato solo per compiti specifici; una volta che la missione era completata, l'ufficiale non veniva più chiamato bugyō. Nel periodo Kamakura (1185-1333), comunque, verso la fine del periodo Edo (1603-1868), il titolo era assegnato con una maggiore permanenza. I Bugyō nel periodo Kamakura erano principalmente amministratori terrieri, ma sotto la burocrazia dello shogunato Tokugawa, il numero dei bugyō e la varietà delle loro giurisdizioni e compiti si espansero grandemente. Il titolo di Bugyō si applica anche spesso ai compiti assolti da daimyo individuali e da anziani possidenti.

## Lista
- Gusoku-bugyō (具足奉行) - Commissario in carica delle forniture delle armate dello shogunato.
- Bugu-bugyō (武具奉行) - Dal 1863, rimpiazza la posizione del gusoku-bugyō.
- Kanjō-bugyō (勘定奉行) - Amministratore delle finanze dello shogunato.
- Jisha-bugyō (寺社奉行) - Amministratore degli affari religiosi e controllore dei templi e dei reliquiari del paese.
- Machi-bugyō (町奉行) - Amministratori di punta delle città dello shogunato, incluse Edo e Kyoto.[1], Osaka, Nara, Nikkō, e Nagasaki.
- Go-Bugyō (五奉行) - Organo amministrativo sotto Toyotomi Hideyoshi; fu in seguito sostituito dal Consiglio dei cinque anziani.
- Nagasaki bugyō (長崎奉行) - Commissario assegnato alla supervisione del porto di Nagasaki, compresi gli insediamenti cinesi e olandesi e le attività commerciali del porto.
- Gaikoku bugyō (外国奉行) -  Commissario supervisore del commercio e delle relazioni diplomatiche con le altre nazioni.
- Sakuji bugyō (作事奉行) - Commissario dei lavori.
- Kinzan bugyō (金山奉行) - Commissario delle miniere.
- Rōya bugyō (牢屋奉行) - Commissario delle prigioni dello shogunato (vedi Ishide Tatewaki).
- Shimoda bugyō (下田奉行) - Controllore del porto di Shimoda.
- Yamada bugyō (山田奉行)
- Sakai bugyō (堺奉行) - Controllore della città di Sakai.
- Sado bugyō (佐渡奉行) - Controllore dell'isola di Sado.
- Hakodate bugyō (箱館奉行) - Controllore del porto di Hakodate a Hokkaidō.
- Niigata bugyō (新潟奉行) - Controllore del porto di Niigata.
- Haneda bugyō (羽田奉行) - Istituito all'arrivo del Commodoro Perry; commissario di una sezione delle difese costiere presso Edo.